# NGC 6458
NGC 6458 (również PGC 60911 lub UGC 10994) – galaktyka soczewkowata (S0), znajdująca się w gwiazdozbiorze Herkulesa. Odkrył ją Albert Marth 2 lipca 1864 roku.